# Bibliothèque nationale de Madagascar
La bibliothèque nationale de Madagascar (BNM) est la bibliothèque nationale située dans la ville d'Antananarivo à Madagascar,,,.

## Histoire
L'histoire de la bibliothèque a commencé en 1905.
Le premier bibliothécaire fut Eugène Géglet, qui occupa ce poste jusqu'en 1938.
En tant que bibliothécaire, il a préparé et publié des bibliographies thématiques dont celles sur l'agriculture, l'industrie et le commerce.
Il collectionne photographies, documents et coupures de presse sur l'histoire de Madagascar.
Il prépare trois brochures (329 pages) sur la bibliographie de Madagascar pour les années 1905-1930.
Une centaine de ses albums avec photographies et coupures de presse sont conservés à la Bibliothèque nationale de Madagascar.
La bibliothèque était située dans la résidence du gouverneur de la colonie, au Palais d'Amboïtsorokhitra.
En 1961, la bibliothèque reçoit le statut de bibliothèque nationale.
Puisqu'elle possède de précieuses collections sur l'histoire de Madagascar, qui sont utilisées par les chercheurs et les étudiants, le processus de numérisation a commencé en 2017.
A la fin de l'année 2019, le ministère de la Communication et de la Culture (MCC) a apporté de nombreuses innovations.
La bibliothèque dispose de 5 salles de lecture, entre autres d'un espace pour les enfants, d'une salle d'étude, un espace de lecture publique avec 100 places.
A cela s’ajoute l'espace jeunesse où des bandes dessinés et des albums photos sont disponibles.
Selon l'UNESCO, 76,8 % de la population adulte de Madagascar (âgée de plus de 15 ans) était alphabétisée (en 2012).